# 광주월산초등학교
광주월산초등학교는 대한민국 광주광역시 남구 월산동에 있는 초등학교다.

## 학교 연혁
- 1969년 2월 28일 설립인가
- 1970년 6월 7일 광주월산국민학교 개교
- 1993년 3월 25일 병설유치원 개원
- 1996년 3월 1일 광주월산초등학교로 개명
- 2001년 9월 1일 교사 재배치공사 준공
- 2012년 2월 16일 제43회 졸업(총 15,655명 배출)
- 2012년 9월 1일 제18대 김성희 교장 취임

## 참고 자료
- 광주월산초등학교 - 한국교육학술정보원 학교알리미